# Flóahreppur
Flóahreppur és un municipi d'Islàndia, a la regió de Suðurland. Té una extensió de 289 km² i una població de 726 habitants l'1 de gener de 2025.
El municipi va ser creat el 10 de juny de 2006 mitjançant la fusió dels antics municipis de Hraungerðishreppur, Villingaholtshreppur i Gaulverjabæjarhreppur.

## Llocs d'interès

### Esglésies de fusta
L'església de Villingaholtskirkja  al llogaret de Villingaholt, és una església de fusta construïda entre 1910 i 1911 amb 100 seients i una torreta en lloc d'una torre. L'església fa 9,58 m de llargada i 6,48 m d'amplada, és un edifici catalogat des del 1990.
L'església de Hraungerðiskirkja, va ser dissenyada per Eiríkur Gíslason de Bitra i construïda el 1902 amb 150 seients, el que la fa  lleugerament més gran que l'anterior amb una llargada de 10,83 m i una amplada de 7,07 m, també és un edifici catalogat des del 1990. Una altra església de fusta, que també va ser catalogada com a monument històric el 1990, és la Gaulverjabæjarkirkja a Gaulverjabaer, construïda el 1909. El pintor Ásgrímur Jónsson, un dels pioners de l'art modern islandès, està enterrat al seu cementiri.
Un contrast sorprenent amb les esglésies de fusta esmentades és la moderna Laugardælakirkja, consagrada el 1965, que comta amb 70 seients i una torre visible des de lluny. Al cementiri del costat hi ha la tomba de l'excampió mundial d'escacs Bobby Fischer.

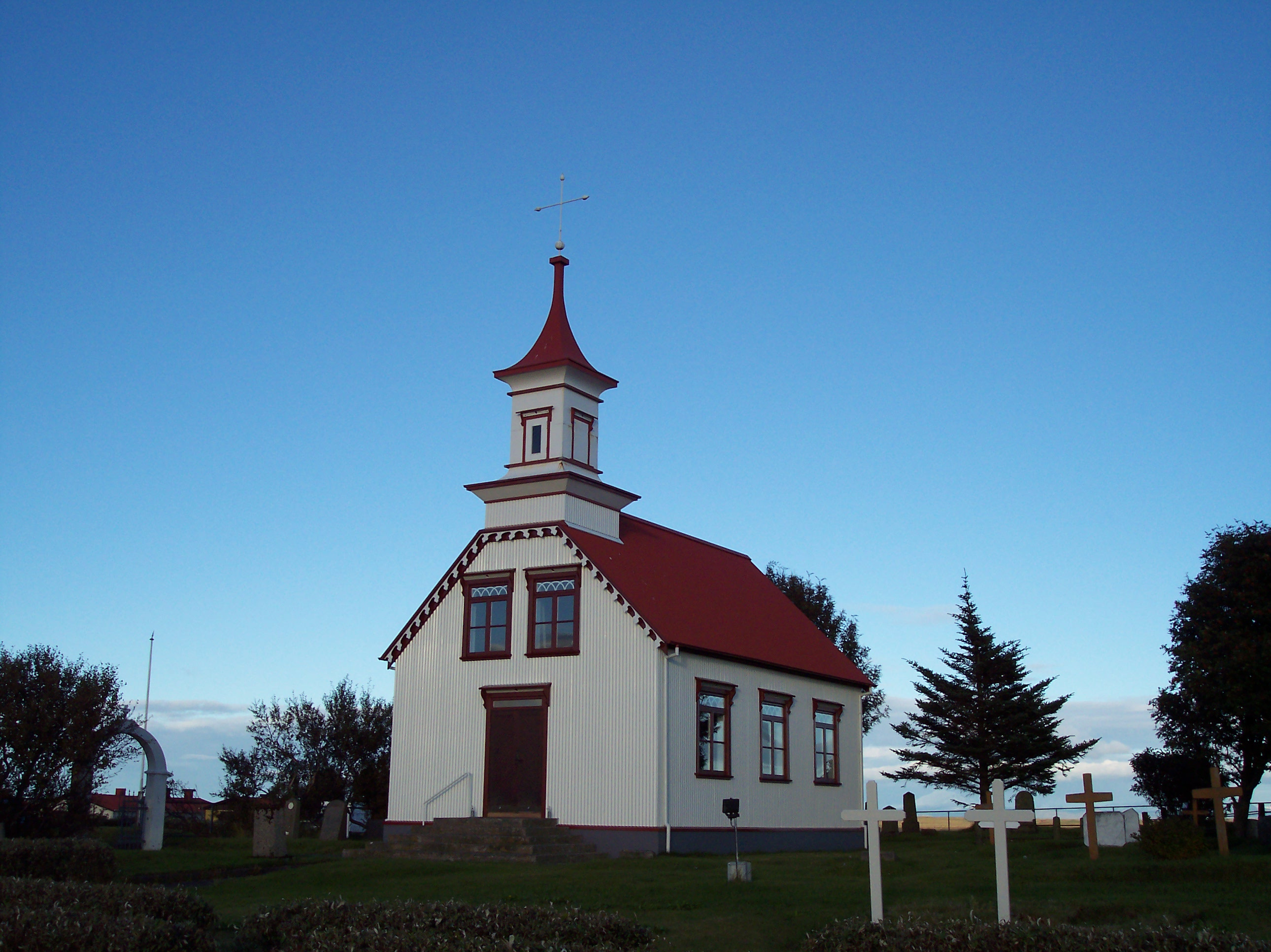
Villingaholtskirkja
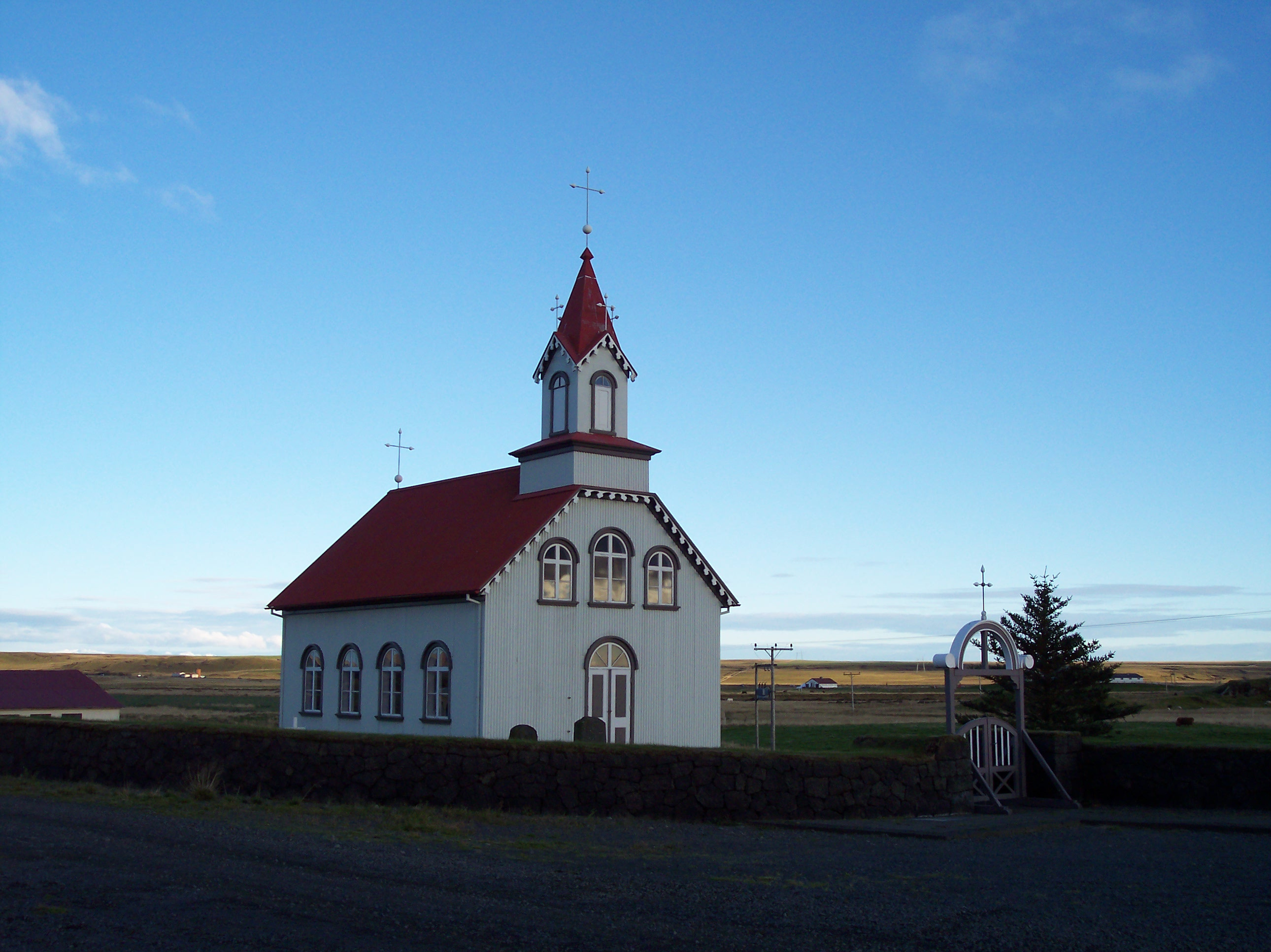
Hraungerðiskirkja
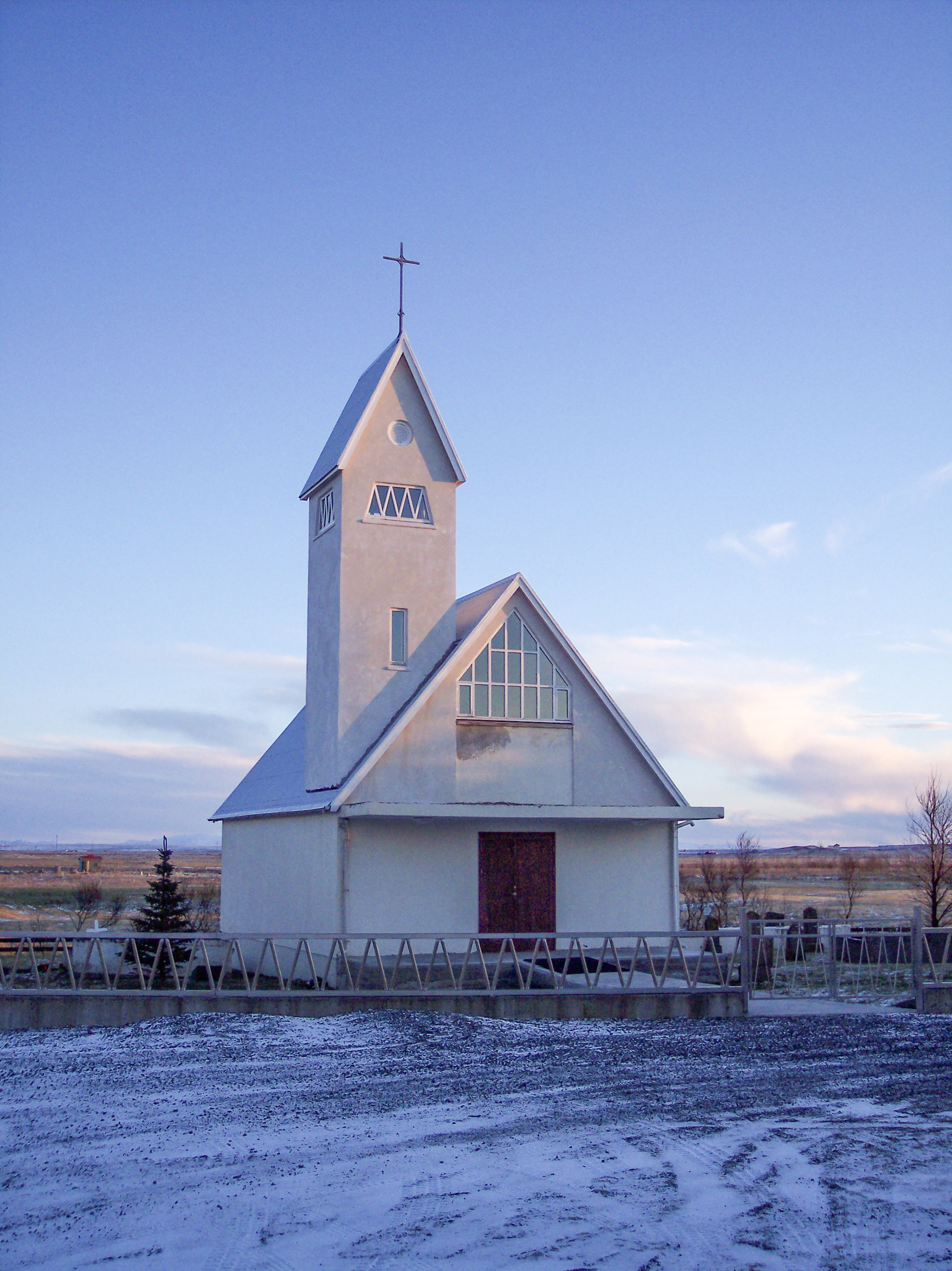
Laugardælakirkja